# Epinephelus chlorostigma
Epinephelus chlorostigma es una especie de peces marinos de la familia Serranidae, que incluye a los conocidos meros, dentro del orden de los Perciformes. Es una especie común en arrecifes y fondos rocosos de aguas tropicales y subtropicales del océano Índico y el océano Pacífico occidental. Es conocida comúnmente como mero moteado marrón, debido a la coloración de su cuerpo.

## Morfología
Epinephelus chlorostigma presenta un cuerpo robusto y comprimido lateralmente, con una cabeza grande y una boca ancha dotada de mandíbulas prominentes y numerosos dientes pequeños. El cuerpo está recubierto por escamas ctenoides. Su coloración general varía entre marrón grisáceo y marrón oliva, con un patrón característico de manchas claras distribuidas por todo el cuerpo, incluida la aleta caudal, que contribuyen a su camuflaje en fondos coralinos. La aleta dorsal es continua, con espinas bien desarrolladas.
Los machos pueden alcanzar hasta 75 cm de longitud total, aunque lo más habitual es que los ejemplares adultos midan entre 40 y 60 cm. El peso máximo registrado en ejemplares adultos supera los 7 kg. Como otras especies del género Epinephelus, es hermafrodita protógino, es decir, las hembras pueden transformarse en machos durante su ciclo vital.

## Distribución geográfica
Esta especie tiene una amplia distribución en los trópicos del océano Índico y el oeste del océano Pacífico. Se encuentra desde las aguas del mar Rojo y el golfo de Adén, pasando por la costa oriental de África —incluyendo Mozambique, Tanzania y KwaZulu-Natal (Sudáfrica)—, hasta llegar a regiones del sureste asiático, como Indonesia, Filipinas y el norte de Australia.
También está presente en las aguas del sur de Japón, en islas del Pacífico como Nueva Caledonia, y en áreas insulares del océano Índico, como Maldivas, Seychelles y Madagascar. Habita en profundidades comprendidas entre los 10 y los 150 metros, prefiriendo fondos rocosos, arrecifes de coral y plataformas continentales, donde se alimenta principalmente de peces pequeños, crustáceos y cefalópodos.